# Trędowacz
Trędowacz lub Trudowacz (ukr. Трудовач) – wieś w obwodzie lwowskim, w rejonie złoczowskim na Ukrainie. Miejscowość liczy 315 mieszkańców. 
W II Rzeczypospolitej wieś w powiecie złoczowskim województwa tarnopolskiego.
W marcu 1944 nacjonaliści ukraińscy z OUN-UPA zamordowali tutaj 40 Polaków, grabiąc i paląc wszystkie polskie gospodarstwa.

## Położenie
Według Słownika geograficznego Królestwa Polskiego i innych krajów słowiańskich Trędowacz to: wieś w powiecie złoczowskim, położona 18 km na południowy-zachód od Złoczowa i 4 km na południowy zachód od urzędu pocztowego w Gołogórach. Na zachodzie sąsiaduje z Nowosiółki na północnym zachodzie z Olszanicą, na wschodzie z Gołogórkami, Ścianką i na południowym wschodzie z Gołogórami. We wsi są cerkiew i szkoła filialna.

## Ludność
Według spisu z roku 1880 na obszarze wsi było 517 mieszkańców, 5 na obszarze dworu, w tym 495 osób wyznania greckokatolickiego, 18 rzymskokatolickiego, 9 Żydów, 33 Polaków, 489 Rusinów. Rzymskokatolicka parafia znajdowała się w Gołogórach, greckokatolicka w Nowosiółkach.